# Liquiditeitsverschaffer
Een liquiditeitsverschaffer (ook wel liquidity provider of animateur) is een onderneming die de handel ondersteunt in minder verhandelde beursfondsen.

## Functie
De functie van liquiditeitsverschaffer is in het leven geroepen op de effectenbeurs om te voorkomen dat in de kleinere fondsen de koersen te hard zouden schommelen door gebrek aan handel. De Euronext beurzen hebben deze functie in 2001 in het leven geroepen. Een liquiditeitsverschaffer geeft in aandelen doorlopend koop- en verkooporders af zodat beleggers te allen tijde kunnen handelen.

## Het marktmodel
Normaal gesproken wordt de prijs van aandelen op een markt gevormd doordat partijen hun aandelen te koop aanbieden voor een minimale prijs en anderen aandelen te koop vragen voor een maximale prijs. Als de geboden en gevraagde prijs elkaar raken worden de betrokken aandelenorders (ten minste gedeeltelijk) uitgevoerd. Een order zonder limiet (een bestens-order) wordt onmiddellijk uitgevoerd.

## Onvolkomenheden van het marktmodel en de oplossingen
Het kan bij minder verhandelde aandelenfondsen gebeuren dat er onvoldoende vraag of aanbod is. In een dergelijk geval kan een bestensorder tot extreme koerswisselingen leiden. Het orderboek is te leeg om op een redelijke prijs uitvoering te geven. Er zijn twee manieren om dat probleem op te lossen.

### Veiling
De meest vergaande is dat er geen doorlopende handel toegestaan is gedurende een handelsdag. In plaats daarvan worden de koop- en verkooporders opgespaard tot een vooraf bepaald moment op de dag, waarop alle orders voor zover mogelijk worden uitgevoerd. Dat wordt dan een veiling genoemd. Een veiling vindt ook aan het begin van elke dag voor elk beursfonds plaats voor de orders die voor de opening van de beurs zijn ontvangen (de Openingsveiling). Het lot van een veilingfonds treft over het algemeen de kleinste en minst verhandelbare beursfondsen zoals het bedrijf Witte Molen N.V.

### Liquiditeitsverschaffers
Een minder handelsbeperkende oplossing is het inschakelen van liquiditeitsverschaffers. Een liquiditeitsverschaffer is een commerciële onderneming die een verplichting op zich neemt ervoor te zorgen dat er altijd koop- en verkooporders klaar staan op een beperkte afstand van de laatst verhandelde prijs of onderliggende waarde. Voor de omvang van die orders en voor de afstand van de laatste prijs of onderlinge waarde zijn beursregels.
Per fonds kunnen meerdere liquiditeitsverschaffers actief zijn. De rol van liquiditeitsverschaffer kan vervuld worden door elke financiële instelling die is aangesloten bij de effectenbeurs van Euronext en die voor eigen rekening mag handelen: banken, commissionairs en voormalige hoeklieden. Ze mogen behalve voor eigen rekening in de meeste gevallen ook ten behoeve van een eindbelegger handelen.
Een liquiditeitsverschaffer kent géén speciale handelsvoorrechten en heeft dus precies dezelfde mogelijkheden als elke andere marktpartij. Wel hoeft een liquiditeitsverschaffer aan Euronext geen transactiekosten te betalen.

## Soorten liquiditeitsverschaffers

### De permanente liquiditeitsverschaffer
Voor fondsen in doorlopende handel.
Deze dient doorlopend een order open te hebben staan, vanaf 15 minuten voor de openingsveiling tot en met de sluitingsveiling. Hij is dus verplicht te quoteren in de normale veilingen, tijdens doorlopende handel en bij een tussentijdse veiling die het gevolg is van een volatiliteitsonderbreking. De eisen die in beginsel worden gesteld aan de quote van de permanente liquiditeitsverschaffer zijn: Minimale orderomvang van € 10.000 en maximale spread van 4%. Voor de meer liquide fondsen kunnen hogere eisen worden gesteld, waarbij gedacht moet worden aan een omvang die wordt gerelateerd aan de dagelijkse omzet, doch niet minder dan € 20.000 en niet meer dan € 100.000 en een maximale spread van 3%.

### De volatiliteit liquiditeitsverschaffer
Voor fondsen in doorlopende handel.
Deze dient orders in alle veilingen te hebben, zowel in de normale veiling bij opening en slot van de beurs als in tussentijdse veilingen die het gevolg zijn van een volatiliteitsonderbreking. Als een fonds meer dan 10% stijgt of daalt vanaf de openingskoers dan wordt de handel onderbroken, en vindt een dergelijke volatiliteitsveiling plaats. Deze benadering verzekert de aandacht van een liquiditeitsverschaffer wanneer deze het meest noodzakelijk is. Eisen voor de quote van de volatiliteit-liquiditeitsverschaffer zijn minimale orderomvang van € 15.000 en maximale spread van 4%.

### De veiling liquiditeitsverschaffer
Voor fondsen die in ‘auctions only’ worden verhandeld.
Deze liquiditeitsverschaffer hoeft slechts orders te hebben gedurende de veilingen die op vooraf vastgestelde momenten worden gehouden (er is geen overige handel in het elektronisch orderboek). De eisen: een minimale quoteomvang van € 5.000 en een maximale spread van 4%.

## Positie van de liquiditeitsverschaffer
Een intermediair kan zich op verzoek van de uitgevende instelling als liquiditeitsverschaffer aanbieden. Er zal dan een contract gesloten worden tussen de onderneming en de intermediair, waarbij Euronext echter geen betrokkenheid heeft. Het belang voor de onderneming is dat de handel in haar aandelen soepel zal verlopen. Voorts dient de intermediair een contract met Euronext te sluiten waarin wordt vastgelegd dat de liquiditeitsverschaffer voor een periode van ten minste één jaar bovengenoemde verplichtingen op zich neemt. Een contract tussen de liquiditeitsverschaffer en de uitgevende instelling dient in dat geval als bijlage bij de aanmelding te worden toegevoegd. Euronext publiceert welke liquiditeitsverschaffers op verzoek van een uitgevende instelling de markt in een bepaald fonds onderhouden.
De liquiditeitsverschaffer kan zich ook zelf, spontaan, bij de beurs aanmelden zonder daartoe door een uitgevende instelling te zijn benaderd. Euronext zal dan de betrokken onderneming hiervan in kennis stellen.
Een liquiditeitsverschaffer kan een aparte overeenkomst sluiten met één of meer grootaandeelhouders, om aandelen te kunnen lenen (short gaan), ingeval hij aandelen moet verkopen, terwijl hij deze aandelen zelf niet bezit. Dit is belangrijk omdat een liquiditeitsverschaffer altijd koop- en verkooporders moet sturen, en dus gedwongen kan worden aandelen te verkopen die men niet heeft.